# Rachel Reeves
Rachel Jane Reeves (ur. 13 lutego 1979 w Lewisham, Londyn) – brytyjska polityk Partii Pracy, deputowana Izby Gmin, siostra Ellie. Kanclerz skarbu od 2024.

## Działalność polityczna
Od 6 maja 2010 reprezentowała okręg wyborczy Leeds West w brytyjskiej Izbie Gmin, zaś po jego zniesieniu w 2024 – okręg Leeds West and Pudsey. Od 9 maja 2021 sprawowała funkcję kanclerza skarbu w gabinecie cieni. 5 lipca 2024, po utworzeniu gabinetu Keira Starmera, objęła urząd kanclerza skarbu.